# Rycerskość wieśniacza (opowiadanie)

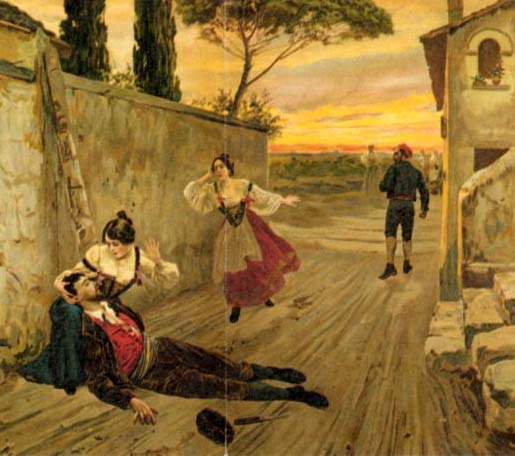
Finałowa scena opowiadania na dziewiętnastowiecznej ilustracji

Rycerskość wieśniacza (oryg. wł. Cavalleria rusticana) – opowiadanie Giovanniego Vergi z 1880. 

## Treść
Turiddu Macca powraca do rodzinnej wsi na Sycylii po odbyciu służby wojskowej. Dowiaduje się, że jego narzeczona Lola pod jego nieobecność zerwała ich zaręczyny i wyszła za mąż za woźnicę Alfia, gdyż był on znacznie zamożniejszy od Turiddu. Pragnąc zemścić się na niewiernej kobiecie, przystojny Turiddu zaczyna zalecać się do posażnej Santy (Santuzzy), córki gospodarza mieszkającego naprzeciw domu Alfia i Loli. Udaje mu się osiągnąć spodziewany efekt: gdy Alfio wyjeżdża na dłużej z domu na objazd jarmarków, Lola zaprasza byłego narzeczonego do domu i zaczyna się z nim spotykać. Po powrocie Alfia Santa informuje go o romansie żony. Mąż wyzywa Turiddu na pojedynek na noże i zabija go w walce. 

## Cechy utworu
Opowiadanie zostało opublikowane jako część tomu Życie wśród pól. Podobnie jak w przypadku zdecydowanej większości tekstów z tego tomu, jego akcja rozgrywa się na wsi sycylijskiej, wśród zamieszkującej ją prostych chłopów. Dzieła reprezentują poetykę weryzmu. W odróżnieniu od wcześniejszych utworów Vergi (np. pierwszego opowiadania o tematyce sycylijskiej, opublikowanej w 1875 Neddy), narrator w opowiadaniach z Życia wśród pól rezygnuje z dokonywania bezpośrednich ocen bohaterów, wyrażania wobec nich współczucia itp. Narrator jest człowiekiem z ludu, operuje ludowym językiem i popularnymi metaforami. Cechą charakterystyczną opowiadań jest opisywanie w nich postaci zwyczajnych, a zarazem wyróżniających się z tłumu pewnymi cechami charakteru i zachowania. Takim bohaterem jest w Rycerskości wieśniaczej Turiddu Macca, ubogi, lecz zawiadiacko obnoszący po wsi swój mundur bersaliera, beznadziejnie zakochany w płochej materialistce Loli. Opowiadanie wyraźnie sugeruje, że przyczyną klęski miłości Turiddu były względy materialne, gdyż jego narzeczona wyszła za innego wyłącznie z uwagi na jego zamożność. Dla Loli romans pozamałżeński z byłym partnerem był jedynie przygodą, zaś Alfio, zabijając Turiddu w pojedynku, mścił własną cześć, a nie urażone uczucie do kobiety. Jedynie zabity kochanek kierował się szczerymi uczuciami miłosnymi, a czysto ekonomiczne podłoże zachowania Loli wzmagało w nim pragnienie zemsty. Jedynie dla pozoru w finale umierający bohater wspomina swoją matkę i to, jak samotna będzie po jego śmierci.  
Rycerskość wieśniacza została przełożona na język polski przez A. Strzeleckiego i wydana w 1904. W nowym przekładzie Zofii Ernst ukazała się ponadto w tomie opowiadań Don Candeloro i jego trupa (wyd. 1953).

## Przeróbki i adaptacje utworu

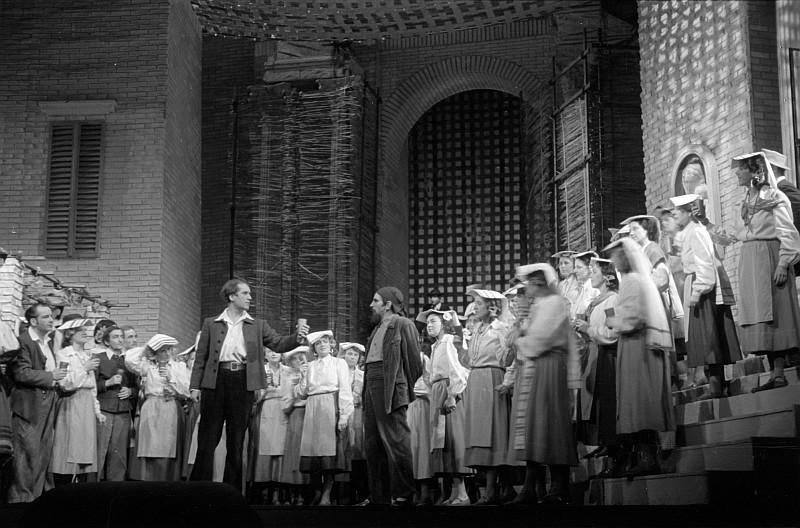
Scena z opery Rycerskość wieśniacza powstałej na kanwie opowiadania

W 1884 Verga napisał na podstawie Rycerskości wieśniaczej sztukę teatralną pod tym samym tytułem. Dzieło to wykazuje wyraźne różnice w porównaniu z pierwotną wersją. Pewne zmiany zostały wprowadzone pod wpływem sztuki Giuseppe Rizzotta Mafiosi z 1863 – Turiddu upodabnia się do mafiosa Giacchina, zaś finał utworu - ogłoszenie wieści o śmierci Turiddu w niewidocznym na scenie pojedynku przypomina końcowe obwieszczenie o śmierci szpiega w Mafiosach. Jeszcze dalej idące zmiany Verga wprowadził w wątku miłosnym, praktycznie eliminując silne pierwotne ekonomiczne motywy zachowania bohaterów i motywując działania Turiddu wyłącznie zazdrością. Śmierć bohatera w pojedynku jest nieuniknioną konsekwencją jego wystąpienia przeciw uświęconej instytucji małżeństwa poprzez uwodzenie zamężnej kobiety. Z kolei postać Santuzzy stała się uosobieniem czystej i bezinteresownej miłości, której uczucie i porzucenie przez pyszałkowatego Turiddu wysuwa się na pierwszy plan dzieła. Zmiana w konstrukcji postaci wynikała z konieczności wyeksponowania głównej postaci kobiecej zgodnie z przyzwyczajeniem mediolańskiej publiczności, dla której Verga przygotowywał dramat. Sztuka odniosła znaczny sukces, zwłaszcza dzięki występie Eleonory Duse w roli Santuzzy. 
Adaptowana dla potrzeb teatru Rycerskość wieśniacza stała się z kolei podstawą dla libretta Guido Menasciego i Giovanniego Targoniego-Tozzettiego, w oparciu o którego Pietro Mascagni napisał operę pod tym samym tytułem.